# Boniface Lele

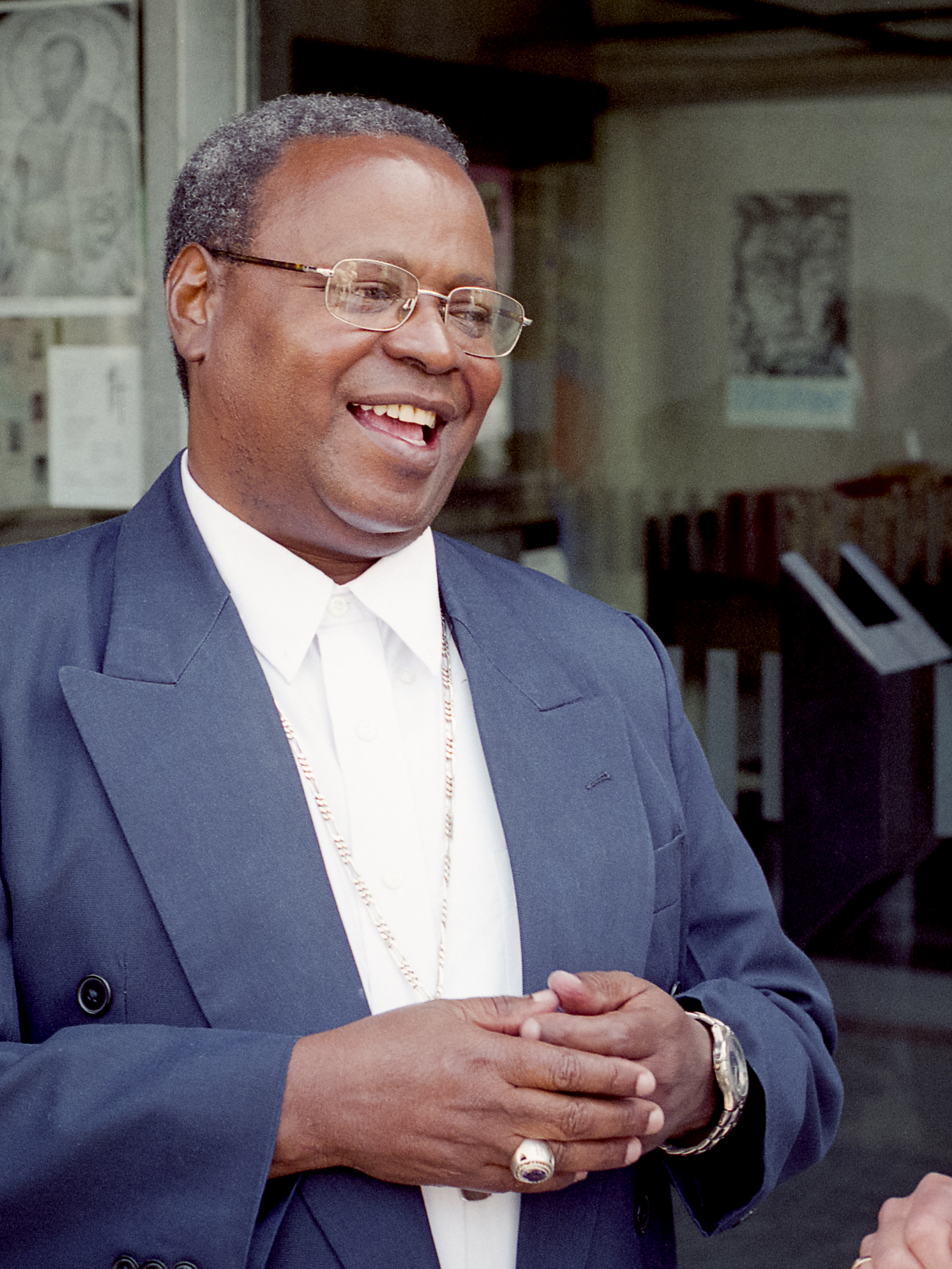
Boniface Lele, Erzbischof von Mombasa, Kenia (2007)

Boniface Wa Lele (* 14. April 1947 in Kyangwithya; † 9. April 2014 in Mombasa) war Erzbischof von Mombasa.

## Leben
Boniface Lele studierte Philosophie und Theologie am Thomas-von-Aquin-Seminar in Lang'ata, Nairobi, und von 1979 bis 1981 Spiritualität an der Päpstlichen Universität Gregoriana in Rom. Er empfing am 8. Dezember 1974 die Priesterweihe.
Papst Johannes Paul II. ernannte ihn am 2. November 1995 zum Bischof von Kitui. Der Kardinalpräfekt der Kongregation für die Evangelisierung der Völker, Jozef Kardinal Tomko, spendete ihm am 2. Februar des nächsten Jahres die Bischofsweihe; Mitkonsekratoren waren Maurice Michael Kardinal Otunga, Erzbischof von Nairobi und Militärbischof von Kenia, und William Dunne SPS, Altbischof von Kitui.
Am 1. April 2005 wurde er durch Johannes Paul II. zum Erzbischof von Mombasa ernannt. Am 1. November 2013 nahm Papst Franziskus seinen vorzeitigen Rücktritt aus gesundheitlichen Gründen an.

## Wirken
Boniface Lele galt als Schlüsselperson für die Verständigung mit radikalislamischen Fundamentalisten in Kenia. Er war langjähriger Vorsitzender der Kommission für den interreligiösen Dialog der kenianischen Bischofskonferenz sowie der entsprechenden Kommission in der AMECEA.

## Schriften
- Family Spirituality in Africa, Gaba Publications 1982